# Деревність графа
Деревність неорієнтованого графа — це найменша кількість лісів, на які можна розкласти його ребра. Еквівалентно це є найменшим числом кістякових дерев, необхідних для покриття ребер графа.

## Приклад

Розбиття повного двочасткового графа на три ліси, що показує, що його деревність дорівнює трьом.

На малюнку показано повний двочастковий граф {\displaystyle K_{4,4}} з розфарбованими в різні кольори розбиття графа на три ліси. {\displaystyle K_{4,4}} не можна розбити на менше лісів, оскільки будь-який ліс на восьми вершинах має максимум сім ребер, тоді як весь граф має шістнадцять ребер, що більше, ніж подвоєне число ребер одного лісу. Отже, деревність графа {\displaystyle K_{4,4}} дорівнює трьом.

## Деревність як міра щільності
Деревність графа є мірою щільності графа — графи з великим числом ребер мають високу деревність, а графи з високою деревністю повинні мати щільні подграфи.
Точніше, оскільки будь-який {\displaystyle n}-вершинний ліс має не більше {\displaystyle n-1} ребер, деревність графа з {\displaystyle n} вершинами і {\displaystyle m} ребрами не менша {\displaystyle \lceil m/(n-1)\rceil }. Крім того, підграфи будь-якого графа не можуть мати деревності, більшої за деревність самого графа, або, еквівалентно, деревність графа має бути не меншою за найбільшу деревність його підграфів. Неш-Вільямс довів, що ці два факти можна скомбінувати для характеризації деревності — якщо {\displaystyle n_{S}} і {\displaystyle m_{S}} позначають відповідно число вершин і ребер довільного підграфа {\displaystyle S} даного графа, тоді деревність графа дорівнює {\displaystyle \max\{\lceil m_{S}/(n_{S}-1)\rceil \}.}
Будь-який планарний граф з {\displaystyle n} вершинами має максимум {\displaystyle 3n-6} ребер, звідки випливає формула Неша-Вільямса, що деревність планарного графа не перевищує трьох. Шнайдер використовував спеціальну декомпозицію планарного графа на три ліси, звану лісом Шнайдера, щоб знаходити вкладення у вигляді прямих відрізків будь-якого графа в решітку малої площі.

## Алгоритми
Деревність графа можна виразити як частковий випадок загальнішої задачі розкладу матроїда, в якій потрібно виразити число елементів матроїда через об'єднання меншої кількості незалежних множин. Як наслідок, деревність можна обчислти за допомогою алгоритму з поліноміальним часом виконання.

## Пов'язані концепції
Зіркова деревність графа — це розмір найменшого лісу, кожне дерево якого є зіркою (дерево з максимум однією вершиною, що не є листком), на які можна розкласти ребра графа. Якщо саме дерево не є зіркою, його зіркова деревність дорівнює двом, що можна побачити, якщо розбити ребра на дві підмножини — з непарною і парною відстанями від кореня. Отже, зоряна деревність графа не менша від його деревності і не більша від його подвоєної деревності.
Лінійна деревність графа — це розмір найменшого лінійного лісу (ліс, у якому всі вершини інцидентні максимум двом ребрам), на який можна розкласти ребра графа. Лінійна деревність графа тісно пов'язана з його найбільшим степенем вершин та його числом нахилів.
Псевдодеревність графа — це найменше число псевдолісів, на які можна розкласти ребра. Еквівалентно це число дорівнює найбільшому відношенню числа ребер до числа вершин у будь-якому підграфі графа. Як і у випадку деревності, псевдодеревність має матроїдну структуру, що забезпечує обчислювальну ефективність.
Товщина графа — це найменша кількість планарних підграфів, на які можна розділити ребра. Оскільки будь-який планарний граф має деревність три, товщина будь-якого графа не менша від третини деревності і не більша від деревності.
Виродженість графа — це найбільше число, за всіма породженими підграфами графа, мінімуму степенів вершин підграфа. Виродженість графа з деревністю {\displaystyle a} не менше {\displaystyle a} і не більше {\displaystyle 2a-1}. Число розфарбування графа, відоме також як число Секереша — Вілфа, завжди дорівнює його виродженості плюс 1.
Потужність графа — це дробове значення, ціла частина якого дає найбільше число неперетинних кістяків, які можна намалювати на графі. Обчислення цього числа є задачею пакування, двоїстою до задачі покриття, що виникає із задачі визначення деревності.
Дробова деревність — це вдосконалена деревність, визначена для графа {\displaystyle G} як {\displaystyle \max\{m_{S}/(n_{S}-1)\mid S\subseteq G\}.} Іншими словами, деревність графа — це стеля дробової деревності.
(a, b)-розкладаність узагальнює деревність. Граф є {\displaystyle (a,b)}-розкладаним, якщо його ребра можна розкласти на {\displaystyle a+1} множин, кожна з яких дає ліс, за винятком однієї, яка дає граф з найбільшим степенем {\displaystyle b}. Граф із деревністю {\displaystyle a} є {\displaystyle (a,0)}-розкладаним.